# 欧鲁布兰科
欧鲁布兰科是巴西米纳斯吉拉斯州的一个市镇。总面积260.766平方公里，总人口33548人，人口密度128.7人/平方公里。